# Chien de trait belge
Le Chien de trait belge également appelé Mâtin belge ou Mastiff belge était une race canine originaire de Belgique. La race est considérée comme éteinte et a été retirée de la liste de la FCI.

## Description
Le chien de trait Belge était un grand chien de type molosse qui était utilisé aussi bien comme chien de trait que comme gardien. Il était apprécié pour son caractère doux et sa bonne obéissance. Son pelage était court et lisse, sa couleur fauve, bringée, parfois parsemé de taches blanches et possédant un masque noir. Il possédait une grosse tête avec un large museau et des oreilles à moitié pendantes.

## Historique
Son standard ainsi que son registre d'élevage furent créés en 1908. Le déclin de la race a commencé au cours de la Première Guerre mondiale : les chiens furent introduits dans l'armée belge et utilisés comme animaux de trait notamment de mitrailleuses. La mécanisation a rendu la traction canine obsolète de sorte que les effectifs diminuèrent progressivement. Quelques spécimens étaient toutefois encore en vie entre 1960 et 1970.
Des tentatives de reconstitution de la race sont actuellement en cours en Belgique.

### Littérature
(en) Walter Dyer (ill. Gordon Grant), Pierrot, dog of Belgium, New York, Garden City, 1915, 122 p. (ISBN 978-1-4446-7764-5, lire en ligne)

### Sources
- (de) Cet article est partiellement ou en totalité issu de l’article de Wikipédia en allemand intitulé « Chien de Trait Belge » (voir la liste des auteurs).